# San Felipe de los Alzati

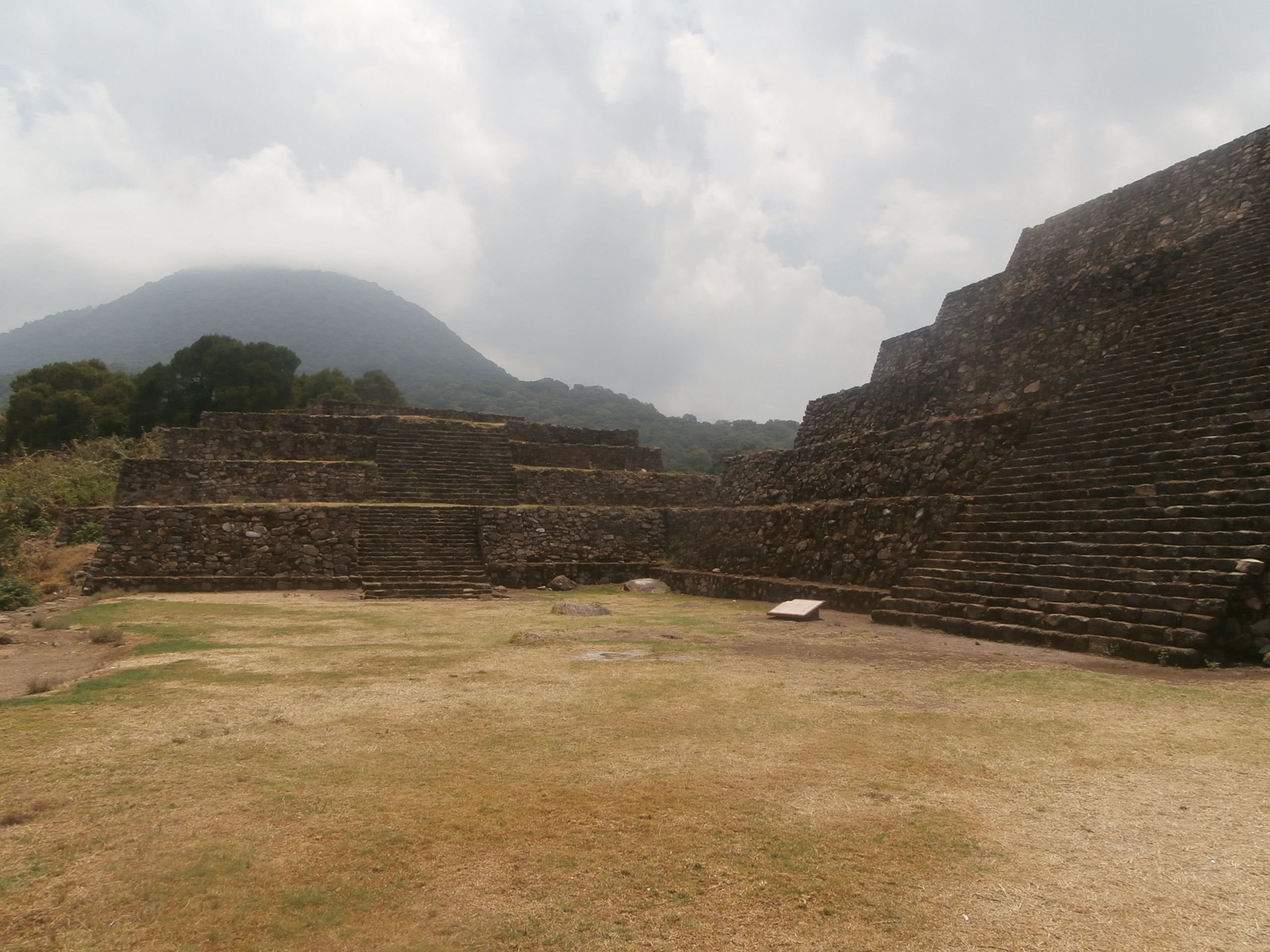
Pirámides de Zirahuato

San Felipe de Los Alzati-Zirahuato es un yacimiento arqueológico ubicado en el noreste del estado mexicano de Michoacán, justo al pie de la vertiente sur del cerro de Zirahuato que domina la vista del Valle de Zirahuato en el municipio de Zitácuaro. Acoge un antiguo centro ceremonial Matlazinca y su ubicación permite suponer que su función incluía la de vigilancia del paso de gente que venía del Valle de México. 
El centro ceremonial de Zirahuato es una de las pirámides más grandes del estado de Michoacán. Cuenta con una altitud de 1930 a 2100 metros sobre el nivel del mar, y abarcaba unas 52 hectáreas, de las cuales 18 corresponden al centro ceremonial. El sitio está bajo resguardo del Instituto Nacional de Antropología e Historia (INAH), y está abierto al público.

## Descripción de la ciudad
El conjunto arquitectónico está conformado por cinco grupos de estructuras piramidales, las cuales están construidas con plataformas superpuestas y escalinatas centrales entre ellas, que conducen a plazas ubicadas en diferentes niveles. Los arqueólogos sólo han trabajado en el grupo principal que se ubica por encima de una prominencia de tierra natural, aprovechando la topografía del lugar para construir dos basamentos piramidales y una plaza. Su trazo está basado en ejes ortogonales, coincidentes con los 4 puntos cardinales.
El primer grupo denominado de la pirámide mayor está formado por seis cuerpos escalonados, con las caras norte, sur, este y oeste, unidos por una escalinata central que conduce a la cima.  
La pirámide menor tiene tres cuerpos con características similares. De las cuatro caras de este cuerpo, la mejor conservada es la oeste, que cuenta con seis cuerpos superpuestos, en su parte central hay una escalinata que conduce escalonados y sobre el cual se ubicaba un templo de a la plaza, se cree que las ceremonias rituales se realizaban en este espacio. En su parte sur se observan seis cuerpos escalonados en regular estado de conservación. La cara este cuenta con tres cuerpos que también han sido restaurados. En la cara norte se puede apreciar un primer cuerpo.
Las estructuras se integraron al terreno natural mediante muros de contención, utilizando piedra volcánica. En las fachadas se emplearon piedras planas, mientras que las escaleras y esquinas se reforzaron con rocas trabajadas.
En la zona arqueológica se pueden observar diversos petroglifos, siendo la figura con una espiral la más repetida, símbolo que se asocia con la observación del movimiento solar, y es visible en la cara de la pirámide principal. Se ha identificado otro jeroglífico que representa a Tezcatlipoca, la deidad fundamental en la cosmovisión mexica, subrayando la conexión simbólica entre este sitio y las creencias del Valle de México.
Sus basamentos muestran influencia de la cultura matlatzinca, pero también de la teotihuacana, otomí, purépecha y azteca.
Los grupos arquitectónicos sur, noroeste y la zona habitacional no se han explorado.

## El nombre
Cercano está una población con el mismo nombre, el cual durante el período colonial del sitio fue nombrado San Felipe Calvario, pero en 1895, fue modificado al sustituirse el apellido Calvario por Los Alzati, en honor a los hermanos José, María, Marcos y Darío, personajes que lucharon heroicamente a favor de la causa republicana durante el imperio de Maximiliano. Fue descubierta en 1963.

## Importancia
Acorde a la extensión y dimensiones monumentales del yacimiento y sus estructuras, permiten ser clasificado como un lugar de gran importancia, a vez se en algún tiempo se hayan asentado algún grupo otomí, ya que éstos eran aliados de los purépechas en contra de los mexicas. La función estratégica de vigilancia del paso de personas provenientes del centro de México, vía Toluca, hacia Michoacán así como los que transitaban vía Tuxpan, además el sitio se sitúa en la frontera territorial entre los mexicas y los tarascos, por lo que su función primordial sería la defensa territorial.
Los restos de materiales de cerámica obtenidos cuentan con características similares a los de otras áreas culturales con mayor antigüedad, por lo que se muestra que tenían el control del paso para grupos de mercaderes, garantizando el flujo el comercio de productos del centro de México hacia Occidente y viceversa. La construcción presenta dos períodos de ocupación y desarrollo, ubicándose cronológicamente entre los años 200 al 1500 d. C., en los horizontes epiclásico y postclásico temprano (750-1250 d. C.) y en el periodo Posclásico tardío.
Arquitectónicamente, del conjunto arqueológico presenta dos épocas constructivas, de la primera solo se aprecia una escalinata localizada en la cara sur de la pirámide mayor, la cual estuvo asociada a cerámica con rasgos teotihuacanos.